# 尹式
尹式（6世纪?—604年），隋代河间（今属河北）人。
博学能作詩，少時即有令譽，官至汉王记室。仁寿四年（604年），隋文帝死，隨汉王杨谅起兵反对杨广，兵败，尹式自杀。